# 조선민주주의인민공화국의 국기
조선민주주의인민공화국의 국기는 1948년 7월 10일에 열린 북조선인민위원회 제5차 회의에서 태극기(현재의 대한민국의 국기)를 폐지하면서 정한 국기이다. 문화어로 람홍색공화국기(藍紅色共和國旗, 표준어: 남홍색공화국기), 람홍색국기(藍紅色國旗, 표준어: 남홍색국기), 홍람오각별기(紅藍五角星旗)라고도 부르며 대한민국에서는 인공기(人共旗, 인민공화국기(人民共和國旗)의 줄임말)라고도 부른다. 대한민국에서는 《국가보안법》에 따라 공공장소에서 사용하는 행위가 엄격히 금지되어 있으며 언론 보도, 드라마 및 영화 촬영, 국제 스포츠 행사 등 극히 예외적인 경우에만 허용되고 있다. 1980년대 이전까지 대한민국에서는 북괴기(北傀旗)라고도 불렀다.

## 디자인
위에서부터 파란색, 빨간색, 파란색 가로 줄무늬가 6:1:22:1:6의 비율로 배치되어 있으며 줄무늬 사이에는 가느다란 하얀색 가로 줄무늬가 그려져 있다. 빨간색 줄무늬에는 깃대 쪽으로 하얀색 동그라미가 그려져 있으며 동그라미 안에는 빨간색 오각별이 그려져 있다. 국기의 가로:세로 비율은 2:1이다. 《조선민주주의인민공화국 사회주의헌법》 제170조는 조선민주주의인민공화국의 국기에 대해 다음과 같이 설명하고 있다.
조선민주주의인민공화국의 국기는 기발의 가운데에 넓은 붉은 폭이 있고 그 아래우에 가는 흰 폭이 있으며 그 다음에 푸른 폭이 있고 붉은 폭의 기대 달린쪽 흰 동그라미 안에 붉은 오각별이 있다. 기발의 세로와 가로의 비는 1:2이다.

빨간색 오각별은 국가의 혁명 전통과 사회주의 건설을 상징하며 빨간색 줄무늬는 조국의 자유⸱독립⸱주권을 위하여 투쟁한 항일 혁명 선열들의 붉은 피와 하나로 단결된 인민의 혁명 역량을 상징한다. 하얀색 줄무늬와 동그라미는 조선민족(한민족)이 유구한 역사와 찬란한 문화를 가진 순수한 단일 민족임과 조선민주주의인민공화국의 인민이 지혜⸱용기⸱결백⸱강인함을 가진 영웅적 인민임을 상징한다. 파란색 줄무늬는 반제국주의⸱자주의 기치에 따른 세계의 혁명적 인민들과의 단결, 평화⸱민주주의⸱민족의 독립⸱사회주의 위업의 승리를 위하여 투쟁하는 인민들의 혁명적 정신과 국가의 자주권을 상징한다.

### 규격과 색상
《조선민주주의인민공화국 국기법》부록1는 조선민주주의인민공화국의 국기의 규격과 색상은 다음과 같이 규정되어 있다.

국기 색의 폭과 붉은 별, 흰 동그라미의 가운데점, 흰 동그라미, 붉은 별 외접원 직경의 비
1. 국기를 세로 6등분하여 6분의 1을 각각 아래우의 푸른 폭으로 하며 남은 6분의 4를 24등분하여 24분의 1을 각각 아래우의 흰 폭으로 하고 24분의 22를 붉은 폭으로 한다.
2. 붉은 별의 가운데점과 흰 동그라미의 가운데점은 국기의 세로 2등분선과 국기대쪽의 가로 3등분선과의 사귐점이다.
3. 흰 동그라미의 직경은 국기의 붉은 폭과 흰 폭을 합한 세로의 3분의 2의 길이이며 붉은 별의 외접원의 직경은 흰 동그라미의 직경에서 흰 폭 세로의 2분의 1을 던 길이이다. 붉은 별의 끝은 흰 동그라미의 둘레에 붙지 않는다.

조선민주주의인민공화국의 국기 규격

## 역사

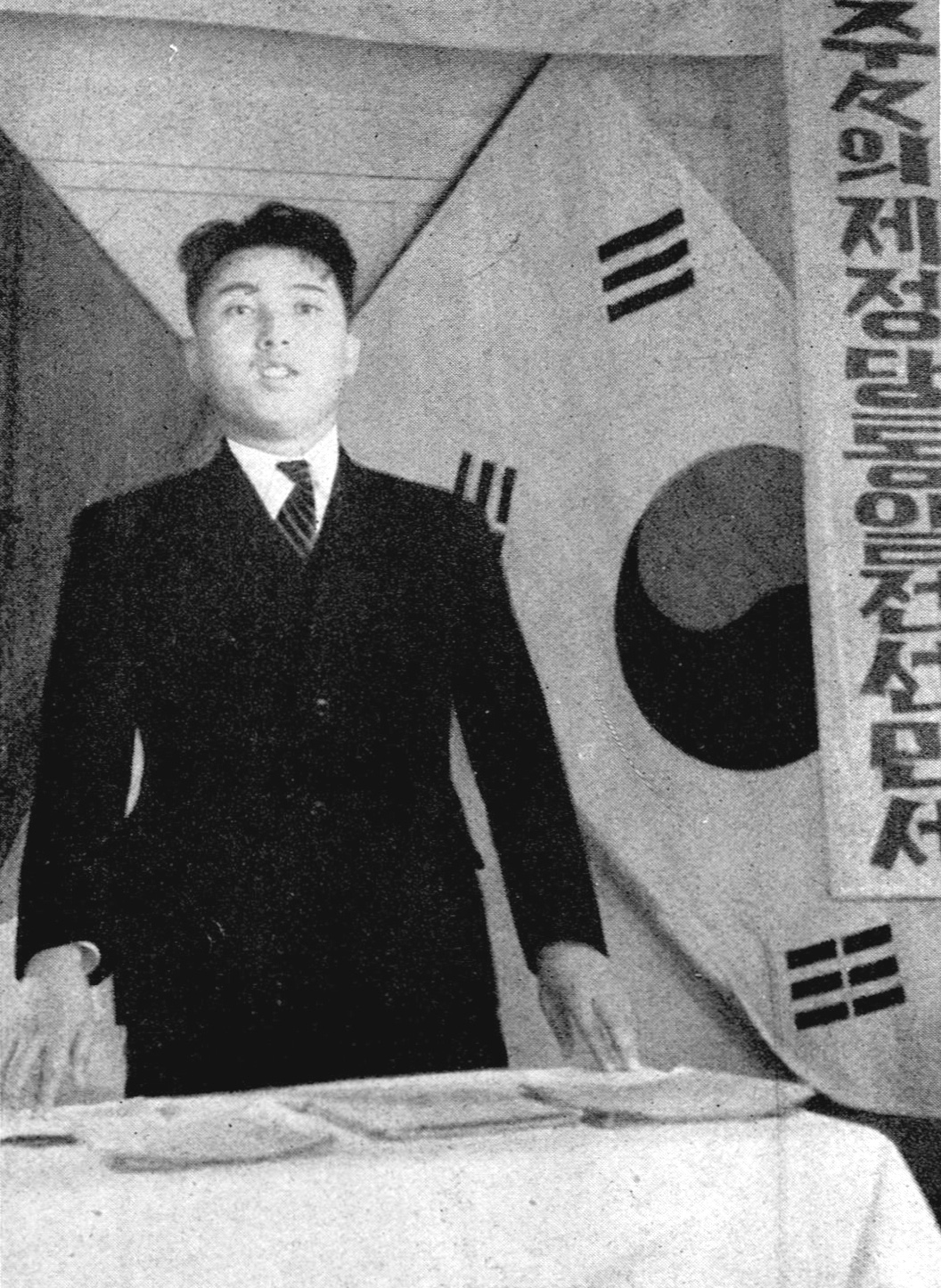
소련 국기와 태극기 앞에서 연설하는 김일성, 1946년.

1945년에 제2차 세계 대전이 연합국의 승리로 끝나면서 일본 제국은 한반도에서 떠나게 되고 소련은 한반도 북부를, 미국은 한반도 남부를 점령하게 된다. 이에 따라 한반도 내에서는 1910년에 일제강점기가 시작되기 이전부터 사용했던 태극기가 다시 등장했다.
1947년에는 니콜라이 레베데프 소련군 소장이 한반도 북부에서 태극기를 계속 사용할 것인지를 논의했다. 김두봉 북조선림시인민위원회 의장은 처음에 태극기를 계속 사용할 것이라고 밝혔다. 하지만 레베데프는 태극기의 바탕이 된 중국 철학의 개념이 미신이라고 판단했기 때문에 새로운 기로 교체하기를 원했다. 김두봉이 레베데프와 타협하면서 소련에서는 새로운 기의 디자인을 만들라는 명령을 내리게 된다. 소비에트 민정청 시대에서 소련에서 북한으로 파견돼 국기 제작 과정에 통역으로 참여했던 재러시아 교포 박일 교수는 “김일성이 자체 제작한 것이 아니라 구 소련에 의해 만들어졌다”고 폭로했다. 조선민주주의인민공화국 문화선전성 제1부상을 지낸 정상진은 사실이라고 밝혔다. 또한 소비에트 민정청에서는 조선민주주의인민공화국의 국기 디자인에 사용된 파란색은 한반도를 둘러싸고 있는 동해와 황해(서해)를, 빨간색은 공산주의를 뜻하며 하얀색은 공산주의의 순수성을 수호한다는 뜻을 담고 있다고 설명했다.
1947년 5월에는 김일성이 새로운 국기와 국장을 공산주의적인 요소에 맞춰 재설계하라는 명령을 내리고 디자인 초안을 요청했는데 평양미술전문학교 교장을 역임한 화가인 김주경이 국기의 디자인 초안을 제작했다. 조선민주주의인민공화국의 선전 매체인 《로동신문》에 따르면 김일성이 현재의 국기 디자인에 직접 참여했으며 1948년 1월에 새로운 국기와 상징의 필요성을 시작했다고 한다. 김일성은 국기·국장 설계 과정에 참여한 예술가들과 함께한 자리에서 "새로운 국기·국장을 설계하는 것은 미래의 국가 문제에 중요한 일이며 나라의 존엄과 영예를 빛내고 인민의 긍지와 자부심을 높이는 행동"이라고 설명했다.
김주경의 디자인 초안에는 나중에 채택된 국기와 비슷한 디자인이지만 가운데에 하얀 동그라미가 그려져 있었고 붉은 오각별이 없었다. 또한 국기의 가로세로비는 2:3이었다. 김일성은 1948년 2월 초반에 예술가들에게 국기의 비율을 1:2로 바꿀 것, 깃대 옆으로 하얀색 동그라미를 조금 더 가까이 옮기고 그 안에 붉은 오각별을 넣을 것을 제안했다. 김일성은 붉은 오각별이 "언제나 승리하고 전진하는 인민의 용감성과 영웅성"을 담고 있기 때문이라고 설명했다.
1947년 말에 초안이 작성되고 1948년 2월에 열린 북조선인민회의 특별회의에서 채택된 북조선인민위원회 임시 헌법에서 조선민주주의인민공화국의 국기에 관한 조항이 처음 등장했다. 김두봉 북조선인민회의 의장은 특별회의에서 임시 헌법에 국기(원래는 100조)를 설명하는 조항을 낭독하고 대의원들의 의견을 물었다. 안몽용 의원은 깃발이 너무 길면 게양할 때 쉽게 접힌다는 점 때문에 1:2에서 2:3으로 바꾸자고 제안했다. 안몽용 의원의 제안은 김두봉 의장에 의해 기각되었는데 김두봉 의장은 현재의 크기는 문제가 되지 않을 것이라고 안 대표에게 확신시켰다.

조선민주주의인민공화국의 공식 선전 그림에 등장한 조선민주주의인민공화국의 국기 초안 1안
조선민주주의인민공화국의 공식 선전 그림에 등장한 조선민주주의인민공화국의 국기 초안 2안

북조선인민위원회는 설립 이후에 한동안 태극기를 사용하다가 1948년 7월 10일에 열린 북조선인민회의 제5차 회의에서 태극기를 내리고 인공기로 교체했다. 김두봉 북조선인민회의 의장은 《신국기의 제정과 태극기의 폐지에 대하여》라는 담화를 통해 태극기를 폐지하고 인공기로 교체한 이유에 대해 "미군정(재조선 미국 육군사령부 군정청)이 사용을 권하고 있는 태극기는 새로운 민주주의 국가에는 맞지 않는다. 태극기의 근거가 된 주역(역경)은 비과학적이고 미신에 해당한다. 또한 태극기는 처음부터 일정한 표준 없이 제정되었고 각양각색이다."고 밝혔다. 한국전쟁당시 조선인민군이 서울 점령할때 부터 다시 서울을 수복할때까지 인공기가 게양되었다.
《국기법》은 총 여섯 장으로 구성되어 있으며, 제1장 '국기법의 기본'에서는 국기법의 사명 및 제작과 사용 방법 등 국기의 기초적인 것을, 제2장 '국기 규격 및 제작'에서는 국기의 규격과 제작 방법 등을 밝히고 있으며, 이후 제3장 '국기 사용', 제4장 '국기 게양식', 제5장 '국기 보관 관리', 제6장 '국기 제작과 사용'이 기술되어 있다.

## 관련 사진

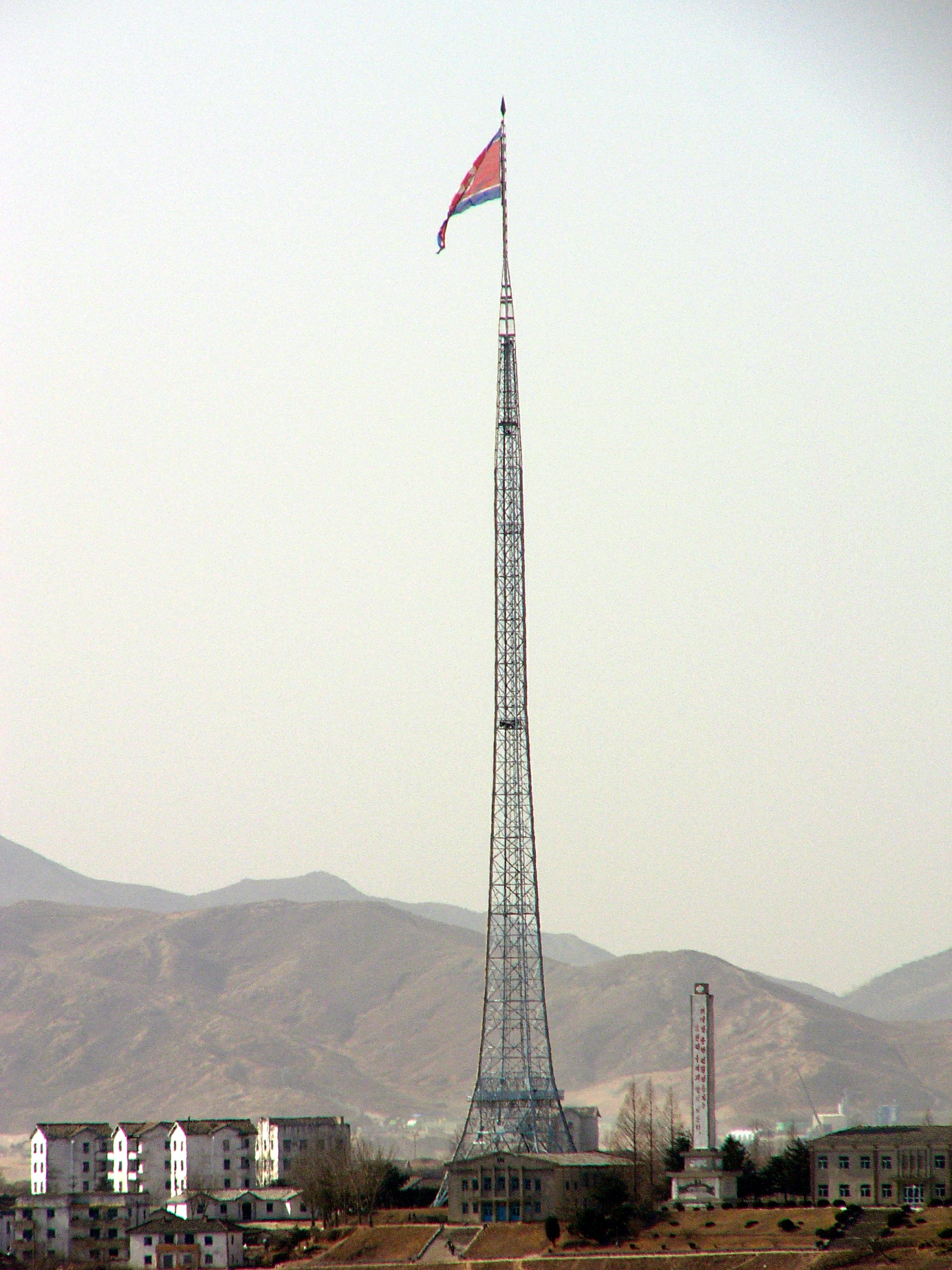
기정동 마을에 게양된 조선민주주의인민공화국의 국기
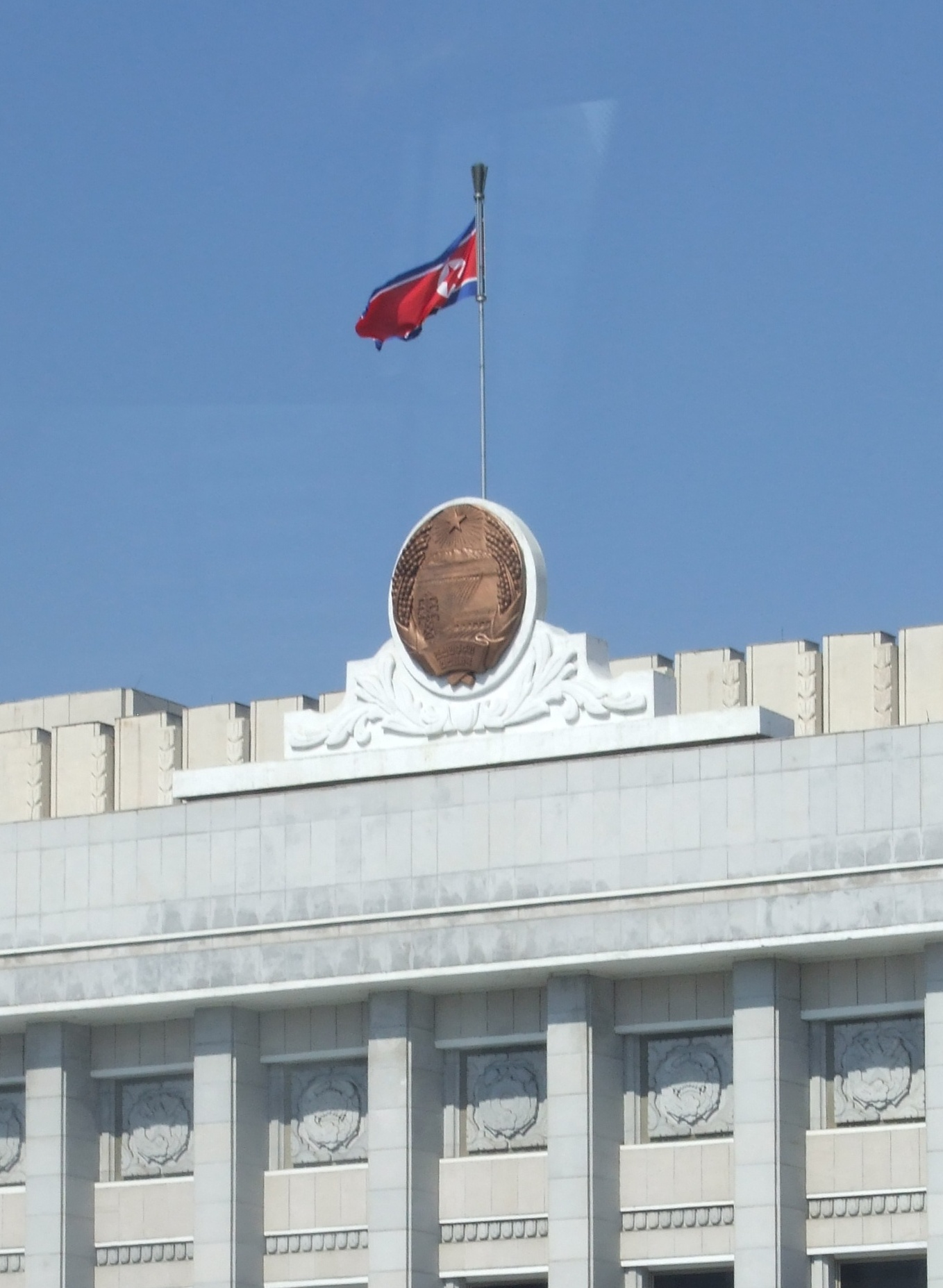
만수대의사당에 게양된 조선민주주의인민공화국의 국기
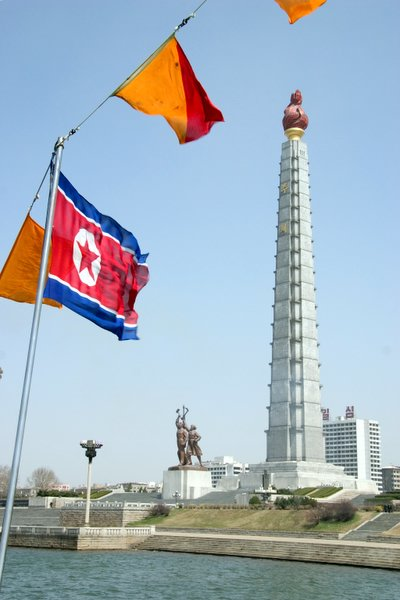
주체사상탑과 조선민주주의인민공화국의 국기
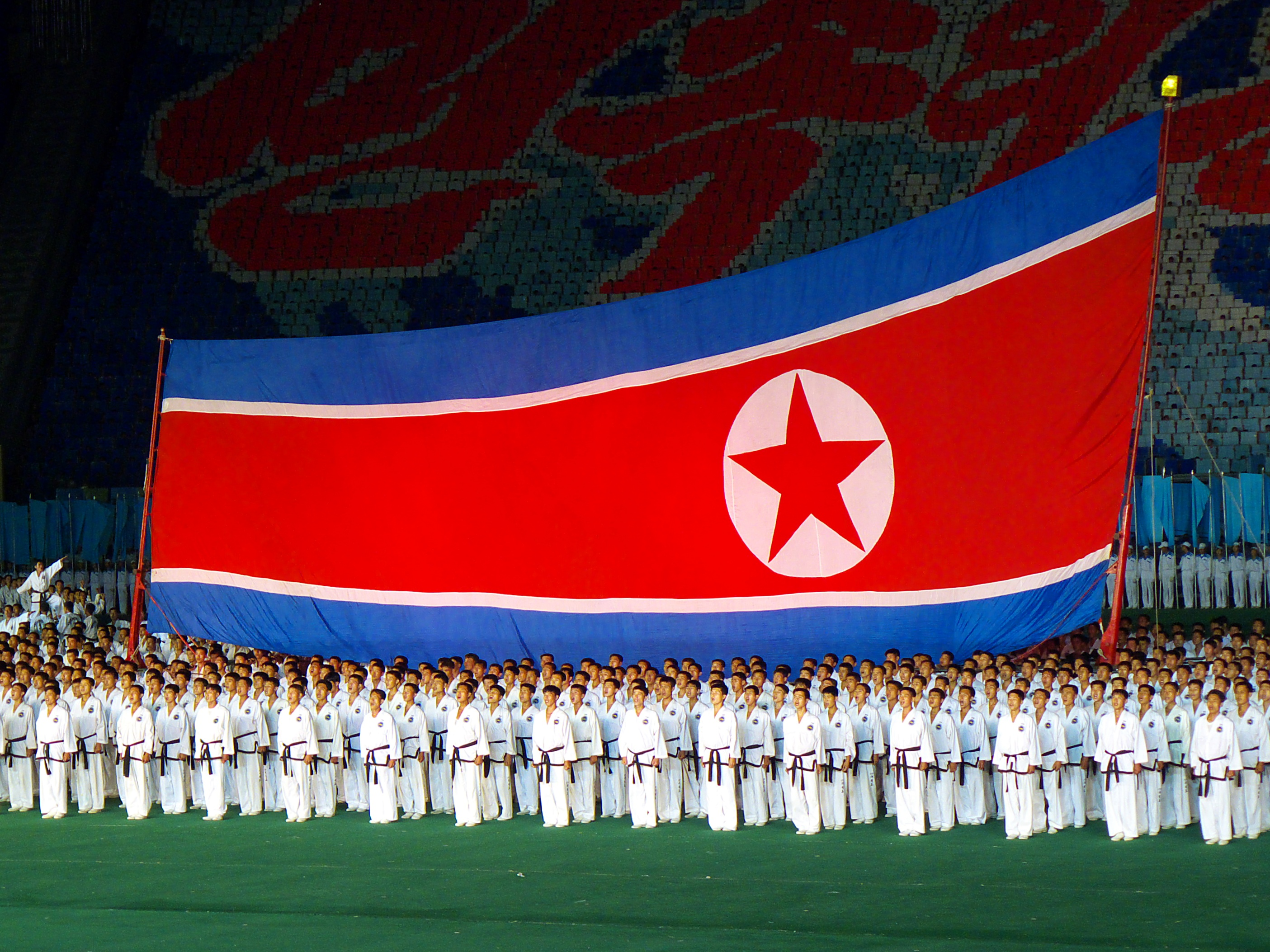
아리랑 축제에 등장한 조선민주주의인민공화국의 국기

## 그 외의 기

세로 방향으로 게양된 조선민주주의인민공화국의 국기
세로 방향으로 게양된 조선로동당의 기
1946년 2월부터 1948년 7월 10일 전까지 사용했던 북조선인민위원회의 국기
1948년 7월 10일부터 사용된 조선민주주의인민공화국의 국기
조선로동당의 기
조선민주주의인민공화국 국무위원장기
과거의 조선인민군기
현재의 조선인민군기
조선인민군 륙군기
조선인민군 해군기
조선인민군 해군 군함기
조선인민군 해군 근위대 군함기
조선인민군 항공및반항공군기

## 같이 보기
- 한국의 기 목록
- 한반도기